# چستر جان کاوالیتو
چستر جان کاوالیتو (انگلیسی: Chester John Cavallito; ۷ مهٔ ۱۹۱۵ – ۲۸ مارس ۲۰۱۰) دانشمند در زمینه شیمی آلی اهل ایالات متحده آمریکا بود.